# Bruno Leibundgut

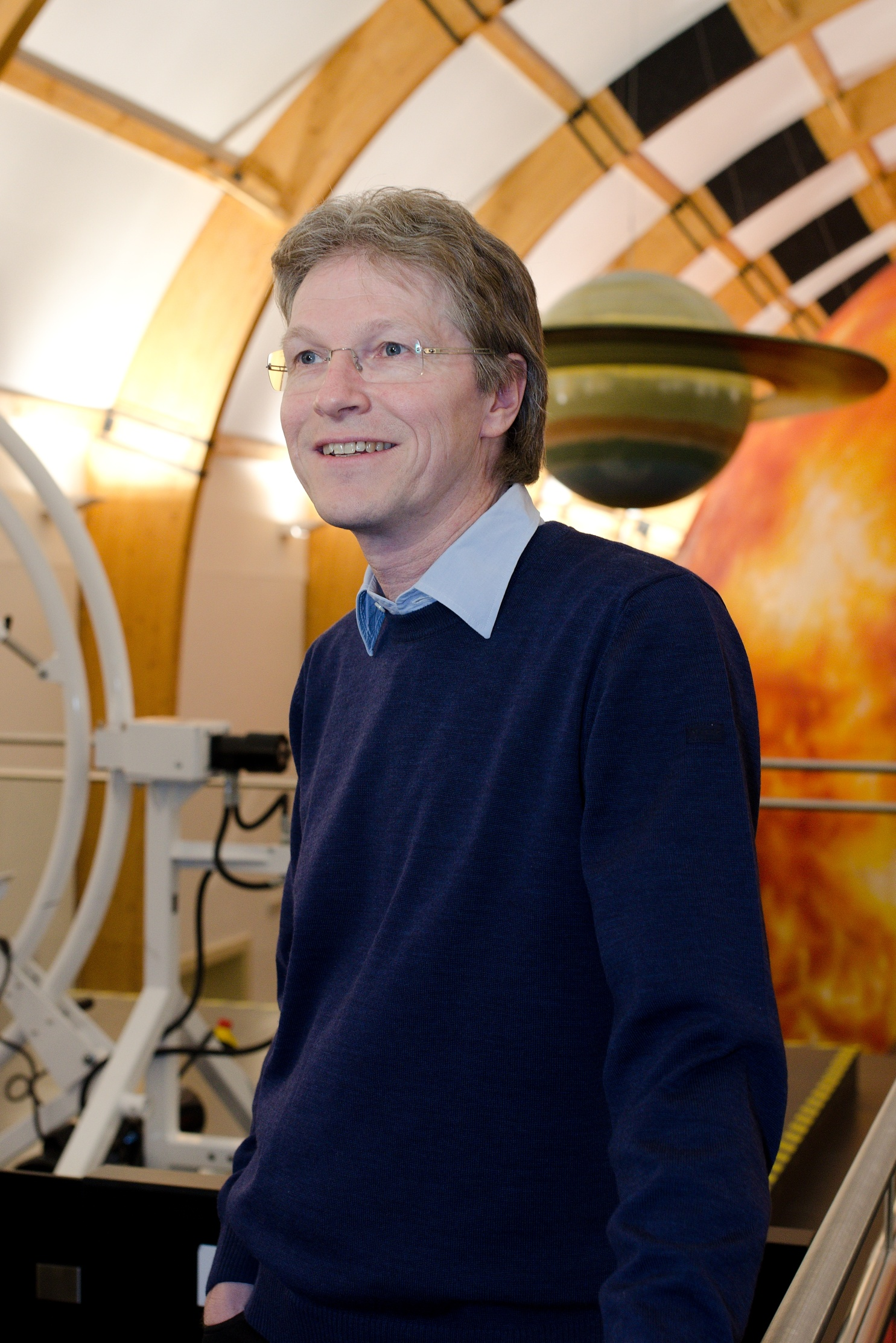
Bruno Leibundgut v plzeňském science centru Techmania. Únor 2014.

Bruno Leibundgut (* 1. dubna 1960 Basilej) je švýcarský astronom, který se proslavil zejména objevy v oblasti zrychleného rozpínání vesmíru. Podílel se na vývoji Very Large Telescope, nejvýznamnější světové soustavy dalekohledů.

## Kariéra
Studia zakončil roku 1988 na Filozoficko-přírodovědné fakultě univerzity v Basileji obhájením disertační práce na téma Světelné zakřivení supernovy typu I. Je autorem či spoluautorem desítek studií a hlubších vědeckých prací věnovaných např. temné hmotě či supernovám. Je také známý svými populárně vzdělávacími texty.
Do 31. března 2013 pracoval jako vědecký ředitel evropské jižní observatoře , v současnosti čerpá sabatikl a přednáší pro odbornou i širokou veřejnost.